# Colorado Rockies (ijshockey)

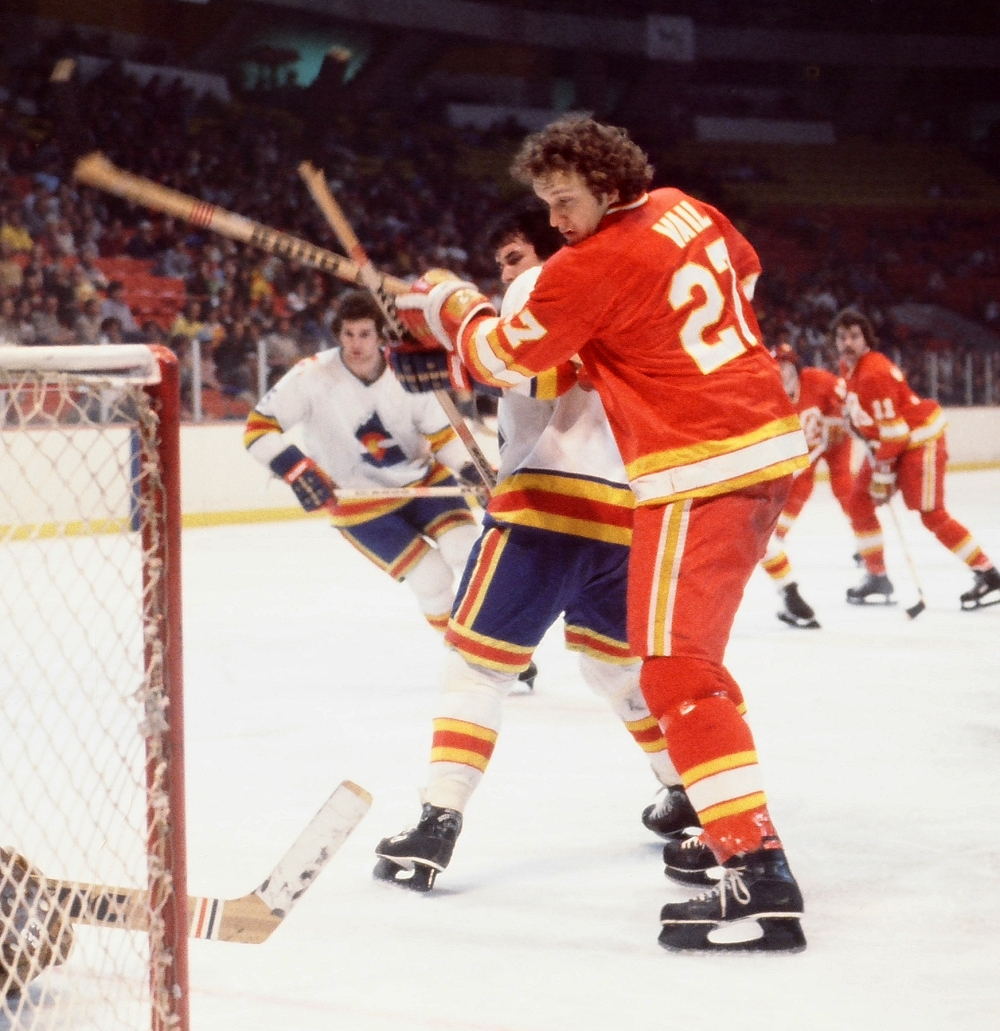
de Colorado Rockies (in wit) tegen de Atlanta Flames (1978)

De Colorado Rockies was een ijshockeyclub uit de National Hockey League die speelde in Denver, Colorado. De club bestond van 1976 tot 1982 en kwam voort uit de Kansas City Scouts en werd later de New Jersey Devils.
In 1972 werd de NHL uitgebreid met onder meer de Kansas City Scouts, maar twee jaar later verhuisde de Scouts al van speelstad naar Denver om zich om te dopen tot de Colorado Rockies. Op sportief gebied waren ook de Rockies niet superieur: in de zes jaar haalden ze maar één keer de Stanley Cup play-offs. Het hoogtepunt was het seizoen 1979-80, toen Don Cherry de coach van het team was.
De toeschouwersaantallen vielen niet tegen, maar de financiële situatie wel. Het kon niet lang duren totdat een rijke zakenman de gehele club zou overnemen en dat gebeurde dan ook in 1982. Zakenman John McMullen haalde de club naar zijn thuisstaat New Jersey.
Denver kreeg in 1996 een nieuw team toen de Québec Nordiques naar Denver verhuisden en de Colorado Avalanche werd.